# Olga Puchkova
Olga Puchkova (Moscou, 27 de setembro de 1987) é uma tenista profissional russa inativa e modelo. Não joga desde agosto de 2018 nem formalizou aposentadoria. Em simples, conquistou 7 títulos ITF e já foi 32ª do ranking mundial.
Defendeu as cores da Bielorrússia, em torneios WTA, em 2004, na Filadélfia. No ano seguinte, no mesmo torneio, já representava a Rússia. Jogou como Poutchkova até o Miami de 2008; como Puchkova, a partir de Ilha Amélia do mesmo ano.

## Finais

### Circuito WTA

#### Simples: 3 (3 vices)
| Status              | V–D                 | Torneio                                 | Categoria              | Adversária       | Resultado     |
| Data                | Data                | Cidade/país                             | Piso                   | Adversária       | Resultado     |
| ------------------- | ------------------- | --------------------------------------- | ---------------------- | ---------------- | ------------- |
| Vice (0–3) Mar 2013 | Vice (0–3) Mar 2013 | Brasil Tennis Cup Florianópolis, Brasil | WTA International duro | Monica Niculescu | 2–6, 6–4, 4–6 |
| Vice (0–2) Nov 2006 | Vice (0–2) Nov 2006 | Challenge Bell Quebec, Canadá           | WTA Tier III duro      | Marion Bartoli   | 0–6, 0–6      |
| Vice (0–1) Set 2006 | Vice (0–1) Set 2006 | Sunfeast Open Calcutá, Índia            | WTA Tier III duro      | Martina Hingis   | 0–6, 4–6      |